# Lambda cube

Le lambda-cube.

Initialement proposé par Henk Barendregt, le {\displaystyle \lambda }-cube permet de visualiser les différentes dimensions pour lesquelles le calcul des constructions apporte une généralisation par rapport au  lambda-calcul simplement typé où un terme ne peut dépendre que d'un autre terme. 
Chaque axe représente une nouvelle forme d'abstraction :
- Terme dépendant de type : le polymorphisme (d'où le Système F);
- Type dépendant de type : présence d'opérateurs de types ;
- Type dépendant de terme.